# Österreichische Gesellschaft für Neurochirurgie
Die Österreichische Gesellschaft für Neurochirurgie e.V. (ÖGNC) ist eine 1963 gegründete wissenschaftliche Fachgesellschaft mit Sitz in Perchtoldsdorf, die als medizinische Fachgesellschaft die Förderung von Wissenschaft und Forschung sowie Fortbildung von Ärzten auf dem Gebiet der Neurochirurgie fördert. Die über 180 Mitglieder aus 5 Staaten sind Fachärzte für Neurochirurgie, Ärzte in Ausbildung zum Facharzt und Personen, die sich mit neurochirurgischen Themen befassen.

## Ziele
Der Hauptzweck der ÖGNC ist die Förderung wissenschaftlicher Forschung und Ausbildung im Bereich der Neurochirurgie. Die Gesellschaft strebt danach, das Wissen, die Fähigkeiten und Techniken in der neurochirurgischen Praxis weiterzuentwickeln. Die Mitglieder sind dazu verpflichtet, zum Fortschritt des neurochirurgischen Wissens und der Praxis beizutragen. Die ÖGNC verfügt über mehrere Arbeitsgruppen, die sich auf spezifische Bereiche innerhalb der Neurochirurgie konzentrieren. Diese Gruppen beschäftigen sich mit Themen wie neurochirurgische Onkologie, Neurotraumatologie, zerebrovaskuläre Erkrankungen, Wirbelsäulenchirurgie, Neurointensivmedizin und mehr. Die Arbeitsgruppen bieten eine Plattform für Zusammenarbeit, Forschung und den Austausch von Wissen unter Fachleuten in den jeweiligen Bereichen. Die ÖGNC fördert und unterstützt wissenschaftliche Forschung in der Neurochirurgie. Sie spielt eine wichtige Rolle bei der Förderung der Zusammenarbeit zwischen österreichischen Neurochirurgen und internationalen medizinischen Fachleuten und neurochirurgischen Gesellschaften.
Die ÖGNC organisiert verschiedene Bildungsprogramme, Seminare, Konferenzen und Workshops, um die berufliche Weiterentwicklung von Neurochirurgen zu fördern. Öffentlichkeitsarbeit: Die Gesellschaft engagiert sich dafür, das Bewusstsein für neurochirurgische Erkrankungen und Behandlungen in der breiten Öffentlichkeit zu erhöhen. Sie stellt auch Ressourcen und Informationen für Patienten und ihre Familien zur Verfügung.

## Organisation
(Stand:7/2023)
- Präsident: Andreas Gruber, Klinik für Neurochirurgie, Kepler Universitätsklinikum Linz
- Vizepräsident (past president): Johannes Burtscher, Neurochirurgische Abteilung, Landesklinikum Wiener Neustadt
- Generalsekretär: Thomas Hauser, Klinik für Neurochirurgie, Kepler Universitätsklinikum Linz
- Sekretärstellvertreter: Martin Aichholzer, Klinik für Neurochirurgie, Kepler Universitätsklinikum Linz